# Callas, Darling
Callas, Darling ist ein österreichisch-deutscher Spielfilm von Julia Windischbauer aus dem Jahr 2025. Das Roadmovie markiert Windischbauers Langfilmdebüt als Regisseurin, Drehbuchautorin, Hauptdarstellerin und Produzentin.

## Handlung
Marie, 26 Jahre alt, ist ziellos unterwegs, als sie an einer Tankstelle auf die 71-jährige Gerlinde trifft. Diese bietet ihr Geld dafür, sie nach Albanien zu bringen – an den Geburtsort ihrer verstorbenen Partnerin. Auf ihrer Reise durch Südosteuropa nähern sich die beiden Frauen an und durchleben eine emotionale wie existenzielle Reise zu sich selbst.

## Produktion
Die Dreharbeiten fanden vom 9. bis 31. August 2023 in Österreich, Kroatien, Montenegro, Slowenien und Albanien statt. 

## Veröffentlichung
Die Weltpremiere von Callas, Darling fand am 23. Januar 2025 im Rahmen des 46. Filmfestivals Max Ophüls Preis statt.

## Auszeichnungen
Julia Windischbauer erhielt als Hauptdarstellerin den "Local Artist Award" beim Crossing Europe Filmfestival.